# Castel dell'Ovo
Castel dell'Ovo (în traducere „Castelul Oului”) este situat în Napoli, pe malul mării, unde se afla insula Megaride, transformată în peninsulă între timp. Acesta este cel mai vechi castel din orașul Napoli. Construit probabil de către primii colonizatori greci în secolul XVII î.Hr., castelul devine Castrum Lucullanum, castelul lui Lucullus, în perioada romană (sec I î.Hr.), mai precis făcea parte din locuința lui Lucullus, ce se presupune că se întindea pe câțiva km.
Legenda spune că poetul vrăjitor roman Virgil a pus un ou magic în fundație pentru a susține castelul. Dacă oul se sparge, atunci castelul se va distruge, iar o serie de dezastre se vor abate asupra orașului Napoli.
1. 1 2  Atlante castellano d'Italia